# Anna Björkman
Anna Maria Fredrika Björkman, född 7 juli 1888 i Hammenhög, död 10 april 1959 i Malmö, var en svensk författare och lärare, verksam i Lund. Signaturer: Daniel Blume, A. B—n.

## Biografi
Föräldrar var kyrkoherden, filosofie doktor Daniel Theodor Björkman (1837–1898) och Georgina Maria Hollenius (född 1846). Hon genomgick 1906–1909 Ystads högre flickskola och Privata Högre Lärarinneseminariet i Lund, där hon var ordförande i seminariets kamratkassa. Sommaren 1909 bedrev hon studier på Askovs folkhögskola och blev därefter lärarinna vid Rönströmska skolan i Lund. Hon gick 1913–1914 en fortsättningskurs för modersmålslärare vid Privata Högre Lärarinneseminariet i Lund och en kurs i talteknik och välläsning på samma seminarium. Sommaren 1916 följde hon en kurs för modersmålslärare på Nääs. Hon var yrkesverksam vid Anna Rönströms flickskola i Lund. Björkman företog ett flertal studieresor till utlandet. 
Hon var styrelseledamot i Södra Sveriges sjukkassa för lärarinnor och 1919 inträdde hon i Sveriges författareförening.
Författarskapet var ägnat främst åt skånska folklivsskildringar och hon hade stor kunskap om slättens folk.   